# Bárbara Timo
Bárbara Chianca Timo (ur. 10 marca 1991) – brazylijska i portugalska judoczka. Dwukrotna olimpijka. Zajęła dziewiąte miejsce w Tokio 2020 i siedemnaste w Paryżu 2024. Walczyła w wadze średniej.
Wicemistrzyni świata w 2019, trzecia w 2022; uczestniczka zawodów w 2014, 2021, 2023 i 2024. Startowała w Pucharze Świata w latach 2012, 2014-2018 i 2024. Druga na igrzyskach Ameryki Południowej w 2014, a także igrzyskach europejskich w 2019. Brązowa medalistka mistrzostw Europy w 2021. Wygrała uniwersjadę w 2017 roku.

## Letnie Igrzyska Olimpijskie 2020
| Konkurencja | Eliminacje                   | Eliminacje            | Klas. końcowa |
| Konkurencja | Przeciwnik I                 | Przeciwnik II         | Miejsce       |
| ----------- | ---------------------------- | --------------------- | ------------- |
| 70 kg       | Ebony Drysdale Daley (JAM) Z | Barbara Matić (CRO) P | 9.            |